# Stazione di Olgiata
La stazione di Olgiata è una fermata ferroviaria a servizio della zona La Storta del comune di Roma. La fermata sorge vicino al comprensorio residenziale dell'Olgiata, dal quale prende il nome. È servita dalla ferrovia regionale Roma-Capranica-Viterbo (FL3).

## Struttura e impianti
La fermata dispone di un fabbricato viaggiatori che ospita le banchine coperte; è dotata di due binari passanti utilizzati per il servizio viaggiatori.

## Movimento
Vi fermano tutti i treni regionali per Bracciano, Cesano, Roma e Viterbo. La tipica offerta nelle ore di morbida dei giorni lavorativi è di un treno ogni 15 minuti per Roma Ostiense e Cesano, un treno ogni 30 minuti per Bracciano e un treno ogni ora per Viterbo.

## Servizi
La stazione dispone di:
- Biglietteria automatica
- Bar

## Interscambi
- Fermata autobus ATAC e COTRAL.